# Karl Fred Dahmen
Pour les articles homonymes, voir Dahmen.
Karl Fred Dahmen, né le 4 novembre 1917 à Stolberg (Province de Rhénanie) et mort le 12 janvier 1981 à Preinersdorf am Chiemsee (partie de Gstadt am Chiemsee, en Bavière), est un artiste allemand.

## Expositions de groupe (sélection)
- 1958 : Palais d'Expositions, Charleroi (B) : Art du XXIe siècle (partie de l'exposition universelle de 1958)
- 1959 : documenta II - langue du monde
- 1961 : Musée d'art moderne , Paris (F) : Réalités nouvelles
- 1962 : Musée national, Tokyo (J) : Exposition biennale des estampes
- 1967 : nouvelle sécession de Darmstadt, Mathildenhöhe-Darmstadt
- 1976 : 1re Biennale internationale des arts graphiques, Fredrikstadt (Norvège)
- 1981 : Art Center, Los Angeles (États-Unis)